# 沈曇慶
沈曇慶（しん どんけい、403年 - 459年）は、南朝宋の官僚。本貫は呉興郡武康県。沈懐文の従兄。

## 経歴
沈発の子として生まれた。はじめ主簿として召され、揚州従事や西曹主簿をつとめた。長沙王劉義欣の下で後軍主簿となり、ついで鎮軍主簿に転じた。母が死去すると、曇慶は喪に服して哀毀はなはだしく、武康県令の諸葛闡之が朝廷に報告した。喪が明けると、再び主簿となった。劉義欣に請われて鎮軍記室参軍となった。余杭県令として出向し、司徒主簿に転じた。江夏王劉義恭の下で太尉録事参軍となり、尚書右丞に転じた。洪水と干害の被害があり、曇慶は常平倉を立てて民衆の危害を防ごうと上奏し、文帝にその意見は容れられたものの、実行されなかった。本邑中正を兼ね、少府となり、揚州治中従事史をつとめた。始興王劉濬の下で衛軍長史となった。
元嘉30年（453年）、劉劭が文帝を殺害して帝を称すると、曇慶は劉劭の命を受けて東方で兵を徴募した。隨王劉誕に捕らえられて永興県の獄に入れられた。しばらくして原職に復帰した。孝武帝が即位すると、東海王劉禕の下で撫軍長史となり、入朝して尚書吏部郎に任じられた。江夏王劉義恭の下で大司馬長史となり、南東海郡太守・左衛将軍をつとめた。
大明元年（457年）、都督徐兗二州及梁郡諸軍事・輔国将軍・徐州刺史に任じられた。殿中員外将軍の裴景仁に彭城の軍事を委ねた。曇慶は『秦記』10巻の編纂事業をおこなって、苻氏の前秦の歴史を当時に伝えた。大明2年（458年）、建康に召還されて左衛将軍の号を受け、給事中の位を加えられ、揚州大中正を兼ねた。大明3年（459年）、祠部尚書に転じた。この年のうちに死去した。享年は57。

## 伝記資料
- 『宋書』巻54 列伝第14
- 『南史』巻34 列伝第24